# Coligação Pan-Azul
A Coligação Pan-Azul (em chinês tradicional: 泛藍聯盟; em chinês simplificado: 泛蓝联盟; em pinyin: Fànlán Liánméng) é uma coligação política de Taiwan (a República da China), que é composto pelos partidos Kuomintang (KMT), Primeiro Partido Popular (PFP), Novo Partido Chinês (CNP) e Minkuotang (MKT). O nome desta coligação é proveniente das cores do Kuomintang.
Esta coligação é a favor do nacionalismo chinês, que visa favorecer uma política mais suave e com maior ligação econômica entre Taiwan e a República Popular da China, ao contrário da Coligação Pan-Verde e suas propostas.